# Iniquis afflictisque
Mit der Enzyklika Iniquis afflictisque vom 18. November 1926 schreibt Papst Pius XI. „über die Verfolgung der Kirche in Mexiko“.

## Zur Trennung von Kirche und Staat
„Wenn auch in den ersten Jahrhunderten unserer Zeitrechnung und in anderen Perioden der Geschichte die Christen auf eine barbarischere Weise behandelt wurden als heute, so kam es doch nie und nirgendwo vor, dass eine Handvoll Menschen die Rechte Gottes und der Kirche auf so ungeheuerliche Weise mit Füßen trat“
empörte sich Pius XI. in seiner Enzyklika. Er konstatiert weiter: Begonnen hat die offene Verfolgung mit der Machtergreifung durch einige Revolutionäre im Jahre 1914, allein im Februar 1915 wurden 160 Priester in Mexiko ermordet. Die neue Verfassung von 1917 trennt nicht nur Staat und Kirche, sondern entrechtet dieselbe völlig. Die Kirche darf nichts erwerben und nichts besitzen. Die staatlichen Behörden haben das Recht zur Einmischung, sogar in den Gottesdienst.

## Zur Verfolgung
Im größten Teil dieser Enzyklika beschreibt er die gesetzlichen Einschränkungen und prangert die Verfolgung der Katholiken an, es ist ein Katalog von Unrechtsmaßnahmen:
- Die Konflikte zwischen der kirchlichen und politischen Macht erreichen nun ihren Höhepunkt. Das staatliche Dekret von 1926 schränkt das Leben der Kirche noch weiter ein.
- Heilige Messen müssen in einigen Regionen genehmigt werden, und ebenso müssen Kirchenbauten durch die zuständigen Behörden genehmigt werden.
- In einigen Bundesstaaten werden Kirchen, Konvente und Klöster durch die Regierung geschlossen und konfisziert, und in manchen Orten werden katholische Priester nur zugelassen, wenn sie verheiratet sind.
- Die Priester werden auf das Niveau von Hilfsarbeitern herabgestuft, mit dem wesentlichen Unterschied, dass sie nicht nur Mexikaner von Geburt sein müssen und eine vom Gesetz zu bestimmende Höchstzahl nicht überschreiten dürften, sondern auch keinerlei bürgerliche und politische Rechte mehr besitzen. Gelübde von Ordensleuten gelten als nicht abgelegt.

Auf weltweite Proteste reagiert der mexikanische Liberalismus mit einer Verschärfung. Unbefugte Ausübung des Gottesdienstes wird mit strengsten Strafen geahndet, Bischöfe werden vor Gericht gezerrt, einige sogar eingekerkert, Inhaber öffentlicher Ämter, insbesondere jedoch jeder Jugenderzieher, muss sich öffentlich zur Politik des Präsidenten und seinem Kampf gegen die Kirche bekennen. Mexikaner beiderlei Geschlechts, die in Wort oder Schrift für die Rechte der Kirche eintreten, wurden im Schnellverfahren abgeurteilt und verschwinden hinter Gitter. Priester und Laien werden auf der Straße oder gar im Angesicht von Gotteshäusern auf öffentlichen Plätzen ermordet.

## An den Episkopat
Pius XI. lobte die Reaktion der mexikanischen Bischöfe und bestätigte ihnen eine gerechte Kritik, die er auch schon in seinem Apostolischen Schreiben „Paterna sane“  vom 2. Februar 1926 bestätigt hatte. Trotz der apostolischen und theologischen Mahnung an die Regierenden kam es dann im Juli 1926 zur endgültigen Trennung, diese habe aber nicht der Episkopat zu verantworten, schreibt er ausdrücklich und nimmt den mexikanischen Klerus in Schutz.
Trotz äußerster Geduld, die von Geistlichen und Laien an den Tag gelegt wurde, sei diese Ungeheuerlichkeit eingetreten, und so vergleicht er die Dekrete der Regierung mit der Gefangennahme Jesu Christi: „Täglich war ich bei euch im Tempel, und ihr habt die Hände nicht ausgestreckt nach mir; aber das ist eure Stunde und die Macht der Finsternis“ (Luk 22, 53).